# Orgyia aurolimbata
Orgyia aurolimbata is een vlinder uit de familie van de spinneruilen (Erebidae), onderfamilie donsvlinders (Lymantriinae). De wetenschappelijke naam van de 
soort is voor het eerst geldig gepubliceerd in 1835 door Guénée.
Deze nachtvlinder komt voor in Europa.